# Штурм Измаила
Штурм Измаи́ла — осада и штурм в 1790 году турецкой крепости Измаил русскими войсками под командованием генерал-аншефа А. В. Суворова, в ходе русско-турецкой войны (1787—1791).
Штурм Измаила в 1790 году был предпринят по приказу главнокомандующего Объединённой Южной армией генерал-фельдмаршала Г. А. Потёмкина. Решить эту задачу не смогли ни Н. В. Репнин (1789), ни И. В. Гудович, ни П. С. Потёмкин (1790), после чего Г. А. Потёмкин поручил задачу А. В. Суворову.
Прибыв 2 (13) декабря под Измаил, Суворов в течение шести дней вёл подготовку к штурму, в том числе обучая войска штурмовать макеты высоких крепостных стен Измаила. Рядом с Измаилом, в районе нынешнего села Сафьяны в кратчайшие сроки были выстроены земляные и деревянные аналоги рва и стен Измаила — военнослужащие тренировались забрасывать фашинником ров, быстро ставить лестницы, после подъёма на стену они быстро кололи и рубили установленные там чучела, имитирующие защитников. Суворов проинспектировал учения и в целом остался доволен: его проверенные войска делали всё, как надо. Но, несомненно, он понимал всю сложность штурма и его непредсказуемость. Ещё в первые дни осады, только прибыв под Измаил, Суворов, неприметно одетый и на паршивой лошадке (чтобы не привлекать внимание турок), в сопровождении только одного ординарца объехал крепость по периметру. Вывод был неутешительным: «Крепость без слабых мест», — были его слова штабу по результатам её осмотра. Спустя много лет Суворов не раз признавался об Измаиле в порывах откровенности: «На штурм подобной крепости можно было решиться только один раз в жизни…».
Незадолго до штурма Суворов послал по-суворовски предельно краткое и ясное письмо-ультиматум начальнику крепости великому сераскеру Айдослу Мехмед-паше: «Я с войсками сюда прибыл. Двадцать четыре часа на размышление — и воля. Первый мой выстрел — уже неволя. Штурм — смерть». В ответ сераскер попросил разрешения послать двух человек к визирю за повелением и предлагал заключить перемирие на 10 дней. Суворов ответил, что он на просьбу сераскера согласиться не может и дает срок один день. В назначенный срок ответа не последовало, и участь Измаила была решена.
Суворову и его штабу было понятно: турки будут стоять насмерть, тем более что был известен фирман султана, где он обещал казнить каждого, кто покинет крепость Измаил — в Измаиле собрались остатки разбитых в Бессарабии турецких войск, которых султан за свои неудачи фактически приговорил либо погибнуть с честью в бою с русскими, либо с позором от своих палачей. В течение двух дней Суворов вёл артиллерийскую подготовку, а 11 (22) декабря в 5 часов 30 минут утра начался штурм крепости. К 8 часам утра все укрепления были заняты, но сопротивление на улицах города продолжалось до 16 часов.
Потери русской армии составили 1879 человек убитыми и 2703 ранеными. Турецкие потери составили 26 тысяч человек убитыми и 9 тысяч человек пленными, из которых 2 тысячи умерли на следующий день. Были захвачены все орудия, до 400 знамён, огромные запасы провианта и драгоценностей на 10 миллионов пиастров. Комендантом крепости был назначен 45-летний генерал-майор Михаил Кутузов.
24 декабря является Днём воинской славы России — День взятия турецкой крепости Измаил русскими войсками под командованием Суворова.

## Предыстория
Не желая примириться с результатами русско-турецкой войны 1768—1774 годов, Турция в июле 1787 года ультимативно потребовала от России возвращения Крыма, отказа от покровительства Грузии и согласия на осмотр проходящих через проливы русских торговых судов. Не получив удовлетворительного ответа, турецкое правительство 12 (23) августа 1787 года объявило России войну. В свою очередь, Россия решила воспользоваться ситуацией, чтобы расширить свои владения в Северном Причерноморье за счёт полного вытеснения оттуда турецких войск.
В октябре 1787 года русские войска под командованием А. В. Суворова практически полностью уничтожили 6-тысячный десант турок, намеревавшихся захватить устье Днепра, на Кинбурнской косе. Несмотря на блестящие победы русской армии под Очаковым в 1788 году, у Фокшан и на реке Рымник в 1789 году, а также победы русского флота у Очакова, и Фидониси в 1788 году, в Керченском проливе и у острова Тендра в 1790 году, противник не соглашался принять условия мира, на которых настаивала Россия, и всячески затягивал переговоры. Российские военачальники и дипломаты сознавали, что успешному завершению мирных переговоров с Турцией значительно способствовало бы взятие Измаила.
Измаильская крепость лежала на левом берегу Килийского рукава Дуная между озёрами Ялпухом и Катлабухом, на склоне отлогой высоты, оканчивающейся у русла Дуная низким, но довольно крутым скатом. Стратегическое значение Измаила было очень велико: здесь сходились пути из Галаца, Хотина, Бендер и Килии; здесь было наиболее удобное место для вторжения с севера за Дунай в Добруджу. К началу русско-турецкой войны 1787—1791 годов турки под руководством немецких и французских инженеров превратили Измаил в мощную крепость с высоким валом и широким рвом глубиною от 3 до 5 саженей (6,4—10,7 м), местами наполненным водой. На 11 бастионах располагалось 260 орудий. Гарнизон Измаила составляли 35 тысяч человек под командованием сераскера Айдослу Мехмед-паши. Однако, по другим сведениям, турецкий гарнизон на момент штурма Измаила составлял до 15 тыс. человек, при этом мог увеличиться за счёт местных жителей. Частью гарнизона командовал Каплан Гирей, брат крымского хана, которому помогали пять его сыновей. Султан сильно гневался на свои войска за все предшествовавшие капитуляции и фирманом повелел в случае падения Измаила казнить из его гарнизона каждого, где бы он ни был найден.

## Осада и штурм Измаила
В 1790 году, после овладения крепостями Килия, Тульча и Исакча, главнокомандующий русской армией князь Г. А. Потёмкин-Таврический отдал приказ отрядам генералов И. В. Гудовича, П. С. Потёмкина и флотилии генерала де Рибаса овладеть Измаилом. Однако их действия были нерешительными.
26 ноября военный совет решил снять осаду крепости ввиду приближения зимы. Главнокомандующий не утвердил этого решения и предписал генерал-аншефу А. В. Суворову, войска которого стояли у Галаца, принять командование частями, осаждавшими Измаил. Приняв командование 2 декабря, Суворов вернул к Измаилу войска, отходившие от крепости, и блокировал её с суши и со стороны реки Дунай. Закончив в 6 дней подготовку штурма, Суворов 7 (18) декабря 1790 года направил коменданту Измаила ультиматум с требованием сдать крепость не позднее чем через 24 часа с момента вручения ультиматума. Ультиматум был отклонён. 9 декабря собранный Суворовым военный совет постановил незамедлительно приступить к штурму, который был назначен на 11 декабря.
Атакующие войска делились на 3 отряда (крыла) по 3 колонны каждый. Отряд генерал-майора де Рибаса (9000 человек) атаковал с речной стороны; правое крыло под начальством генерал-поручика П. С. Потёмкина (7500 человек) должно было нанести удар с западной части крепости; левое крыло генерал-поручика А. Н. Самойлова (12000 человек) — с восточной. Кавалерийские резервы бригадира Вестфалена (2500 человек) находились на сухопутной стороне. Всего войско Суворова насчитывало 31 тысячу человек, в том числе 15 тысяч — нерегулярных. Суворов задумал начать штурм в 5 часов утра, примерно за 2 часа до рассвета. Темнота нужна была для внезапности первого удара и овладения валом; затем же вести бой в темноте было невыгодно, поскольку затруднялось управление войсками. Предвидя упорное сопротивление, Суворов хотел иметь в своём распоряжении как можно больше светлого времени суток.
10 (21) декабря с восходом солнца началась подготовка штурма огнём с фланговых батарей, с острова и с судов флотилии. Она продолжалась почти сутки и завершилась за 2,5 часа до начала штурма. В этот день русские потеряли убитыми 3 офицеров и 155 низших чинов, ранеными — 6 офицеров и 224 низших чина. Штурм не стал для турок неожиданностью. Они каждую ночь были готовы к нападению русских; кроме того, несколько перебежчиков раскрыли им план Суворова.

### Начало штурма (затемно)
В 3 часа ночи 11 (22) декабря 1790 года взвилась первая сигнальная ракета, по которой войска оставили лагерь и, перестроившись в колонны, выступили к назначенным по дистанции местам. В половине шестого утра колонны двинулись на приступ.
Прежде других подошла к крепости 2-я колонна генерал-майора Бориса Ласси. В 6 часов утра под градом неприятельских пуль егеря Ласси одолели вал, и наверху завязался жестокий бой. Апшеронские стрелки и фанагорийские гренадеры 1-й колонны генерал-майора С. Л. Львова опрокинули неприятеля и, овладев первыми батареями и Хотинскими воротами, соединились со 2-й колонной. Хотинские ворота были открыты для кавалерии. Одновременно на противоположном конце крепости 6-я колонна генерал-майора М. И. Голенищева-Кутузова овладела бастионом у Килийских ворот и заняла вал вплоть до соседних бастионов.
Наибольшие трудности выпали на долю 3-й колонны Фёдора Мекноба. Она штурмовала большой северный бастион, соседний с ним к востоку, и куртину между ними. В этом месте глубина рва и высота вала были так велики, что лестницы в 5,5 саженей (около 11,7 м) оказались коротки, и пришлось под огнём связывать их по две вместе. Главный бастион был взят.
Четвёртая и пятая колонны (соответственно полковника В. П. Орлова и бригадира М. И. Платова) также выполнили поставленные перед ними задачи, одолев вал на своих участках.
Десантные войска генерал-майора Осипа Дерибаса (де Рибаса) в трёх колоннах под прикрытием гребного флота двинулись по сигналу к крепости и построились в боевой порядок в две линии. Высадка началась около 7 часов утра. Она производилась быстро и чётко, несмотря на сопротивление более 10 тысяч турок и татар. Успеху высадки немало способствовали колонна Львова, атаковавшая во фланге береговые дунайские батареи, и действия сухопутных войск с восточной стороны крепости.
Первая колонна генерал-майора Н. Д. Арсеньева, подошедшая на 20 судах, высадилась на берег и разделилась на несколько частей. Батальон херсонских гренадер под командованием полковника В. А. Зубова овладел весьма крутым кавальером, потеряв 2/3 людей. Батальон лифляндских егерей полковника графа Дама́ занял батарею, которая анфилировала берег.
Другие части также овладели лежавшими перед ними укреплениями. Третья колонна бригадира Е. И. Маркова высадилась у западной оконечности крепости под картечным огнём с редута Табия.

### Бои внутри города (день)
При наступившем дневном свете стало ясно, что вал взят, неприятель вытеснен из крепостных верхов и отступает во внутреннюю часть города. Русские колонны с разных сторон двинулись к центру города — справа Потёмкин, с севера казаки, слева Кутузов, с речной стороны де Рибас.
Начался новый бой. Особенно ожесточённое сопротивление продолжалось до 11 часов утра. Несколько тысяч лошадей, выскочивших из горящих конюшен, в бешенстве мчались по улицам и увеличивали смятение. Почти каждый дом приходилось брать с боем. Колонна М. И. Голенищева-Кутузова в ходе боя внутри города столкнулась с контратакой янычар: они перерубали саблями казацкие пики и вступили в ближний бой с казаками, нанеся им большие потери. Кутузов отправил к Суворову адъютанта с просьбой разрешить отход. Однако Суворов отправил адъютанта обратно с ответом, что он уже послал в Петербург депешу о взятии Измаила и назначении Кутузова комендантом города. Вместе с адъютантом на помощь колонне Кутузова подошёл гренадерский батальон, и контратакующий отряд янычар был отброшен и позже уничтожен.
Около полудня Ласси, первым взошедший на крепостной вал, первым же достиг и середины города. Здесь он встретил тысячу татар под начальством Максуда Гирея, князя чингисхановой крови. Максуд Гирей защищался упорно, и только когда большая часть его отряда была перебита, сдался в плен с 300 воинами, оставшимися в живых.
Для поддержки пехоты и обеспечения успеха Суворов приказал ввести в город 20 лёгких орудий, чтобы картечью очистить улицы от турок. В час дня, в сущности, победа была одержана. Однако бой ещё не был закончен. Неприятель пытался нападать на отдельные русские отряды или засел в крепких зданиях как в цитаделях.
В два часа дня все колонны проникли в центр города. К 16 часам последние защитники были убиты, некоторая часть измождённых и израненных турок сдалась. Шум битвы смолк, Измаил пал.

## Итоги штурма
Потери турок были огромны, одних убитых оказалось более 26 тысяч человек. В плен взято 9 тысяч, из них на другой день 2 тысячи умерли от ран. В Измаиле было взято 265 орудий, до 3 тысяч пудов пороху, 20 тысяч ядер и множество других боевых припасов, до 400 знамён, обагрённых кровью защитников, 8 лансонов, 12 паромов, 22 лёгких судна и множество богатой добычи, доставшейся войску, всего на сумму до 10 млн пиастров (свыше 1 млн рублей).
Согласно списку «Генералитету, Штаб и Обер-Офицерам, убитым и раненым на штурме Измаильском», в русской армии было убито 64 офицера (1 бригадир, 17 штаб-офицеров, 46 обер-офицеров) и 1815 нижних чинов; ранено 253 офицера (из них три генерал-майора) и 2450 нижних чинов. Общие потери армии во время штурма составили 4582 человека.
Суворов принял меры для обеспечения порядка. Кутузов, назначенный комендантом Измаила, в важнейших местах расставил караулы. Внутри города был открыт огромный госпиталь. Тела убитых русских увозились за город и погребались по церковному обряду. Турецких же трупов было так много, что был дан приказ бросать тела в Дунай, и на эту работу были определены пленные, разделённые на очереди. Но и при таком способе Измаил был очищен от трупов только через 6 дней. Пленные направлялись партиями в Николаев под конвоем казаков.
Покорение Измаила имело большое политическое значение. Оно повлияло на дальнейший ход войны и на заключение 29 декабря 1791 (9 января 1792) Ясского мира между Россией и Турцией, который подтвердил присоединение Крыма к России и установил русско-турецкую границу по реке Днестр. Тем самым всё северное Причерноморье от Днестра до Кубани было закреплено за Россией.
Победе под Измаилом был посвящён гимн «Гром победы, раздавайся!», считавшийся до 1816 года неофициальным гимном Российской империи.

## Награды
Суворов рассчитывал за штурм Измаила получить чин генерал-фельдмаршала, но Потёмкин, ходатайствуя о его награждении перед императрицей, предложил наградить его чином гвардии подполковника или генерал-адъютанта, а также выбить особую памятную медаль с портретом покорителя Измаила (ранее подобной медали удостоился сам Потёмкин, и других прецедентов ещё не было). Медаль в честь Суворова была выбита, и он был назначен подполковником Преображенского полка. Таких подполковников было уже десять; Суворов стал одиннадцатым.
Главнокомандующий русской армией князь Г. А. Потёмкин-Таврический, приехав в Петербург, получил в награду фельдмаршальский мундир, шитый алмазами, ценою в 200 тысяч рублей, и Таврический дворец; в Царском селе было предусмотрено соорудить князю обелиск с изображением его побед и завоеваний.
Назначенный комендантом крепости генерал-майор Михаил Кутузов был произведен в генерал-поручики.
Низшим чинам были розданы овальные серебряные медали; для офицеров, не получивших орден св. Георгия или Владимира, установлен золотой крест на георгиевской ленте; начальники получили ордена или золотые шпаги, некоторые — чины.

## День воинской славы
Федеральный закон от 13 марта 1995 года № 32-ФЗ «О днях воинской славы и памятных датах России» установил день воинской славы 24 декабря — День взятия турецкой крепости Измаил русскими войсками под командованием А. В. Суворова. В действительности штурм прошёл 11 (22) декабря 1790 года. Дата 24 декабря является ошибочной и не соответствует общепринятой в научном мире хронологии.